# Joseph del Pesco
Pour les articles homonymes, voir Pesco.
Joseph Thomas del Pesco est un conservateur d'art contemporain et écrivain basé à San Francisco, en Californie. 
Il est le directeur de la Kadist Art Foundation à San Francisco.

## Biographie
Il est titulaire d'une maîtrise ès arts en pratique de la conservation de 2005 du California College of the Arts.